# CA 렌티스타스
CA 렌티스타스(스페인어: Club Atlético Rentistas)는 우루과이 몬테비데오주 몬테비데오를 연고로 하는 축구단이다. 1933년 3월 26일 설립되었으며, 우루과이 세군다 디비시온에 참가하고 있다.

## 선수 명단

### 현역
참고: FIFA 자격 규정에 따라 소속된 국가대표팀 국기를 표시합니다. 선수는 복수의 FIFA 비회원국 국적을 가지고 있을 수 있습니다.
| 번호 | 포지션 | 국적 | 이름 |
| ---- | ------ | ---- | ---- |

| 번호 | 포지션 | 국적 | 이름                     |
| ---- | ------ | ---- | ------------------------ |
| 22   | MF     |      | 마테오 세오아네          |
| 27   | FW     |      | 카를로스 다미안 톰볼리니 |

## 역대 감독
| 감독                   | 임기        |
| ---------------------- | ----------- |
| 마르틴 라사르테        | 1998 ~ 1999 |
| 훌리오 세사르 발레리오 | 2006 ~ 2007 |
| 훌리오 세사르 발레리오 | 2011        |